# International Union of Students
Die International Union of Students (IUS) – im Deutschen zuweilen als Internationaler Studentenbund (ISB) oder auch Weltstudentenbund (WSB) bezeichnet – ist ein weltweiter Zusammenschluss nationaler Studentenvertretungen. Sie umfasst nach eigenen Angaben rund 150 Mitgliedsverbände aus über 115 Ländern der Welt und sieht sich damit als die größte überparteiliche studentische Organisation auf internationaler Ebene. Die IUS ist ein NGO-Mitglied der UNESCO und hat einen Konsultationsstatus beim ECOSOC.
Die Kontaktadresse der IUS verwies zuletzt auf Prag. Dort befand sich bis 2006 auch ihr Büro in einer eigenen, später zwangsversteigerten Immobilie. Der Rechtsstreit um diese Immobilie wie auch um die Frage der Zahlungsunfähigkeit hält an.

## Geschichte
Die IUS wurde nach dem Ende des Zweiten Weltkrieges am 27. August 1946 in Prag als Nachfolgeorganisation der 1940 aufgelösten Confédération internationale des étudiants (CIE) gegründet. In den folgenden Jahren wurde die Organisation jedoch zunehmend von den kommunistischen Verbänden des Ostblocks dominiert und machte sich als kommunistische Frontorganisation wiederholt zum Sprachrohr der sowjetischen Außenpolitik. Als Reaktion darauf lehnten Studierendenorganisationen vieler prowestlich orientierter Länder die Mitarbeit in der IUS ab und trafen sich seit 1950 alljährlich zu eigenen Konferenzen (International Student Conference, ISC), die seit 1952 auch ein ständiges Sekretariat (Coordinating Secretariat – COSEC) im niederländischen Leiden unterhielten. Im Rahmen der ISC arbeiteten auch die Österreichische Hochschülerschaft (ÖH), der Verband der Schweizer Studierendenschaften (VSS) sowie der westdeutsche Verband Deutscher Studentenschaften (VDS) mit, während die DDR-Staatsjugendorganisation Freie Deutsche Jugend Mitglied in der IUS war.
Zwischen beiden Organisationen entwickelte sich ein regelrechter Wettlauf um die Sympathien der unabhängig werdenden Drittweltstaaten, die sich jedoch nicht selten für Doppelmitgliedschaften oder einen Beobachterstatus in beiden Lagern entschieden.
Ende der 1960er Jahre kam die ISC in die Krise nachdem bekannt wurde, dass ihre Arbeit jahrelang maßgeblich von US-amerikanischen Geheimdiensten wie der CIA mitfinanziert worden war. Daraufhin traten zahlreiche Verbände, darunter der westdeutsche VDS, aus der ISC aus. Diese war ohne die CIA-Mittel nicht mehr in der Lage ihre Aktivitäten weiterzuführen und wurde schließlich 1969 aufgelöst. Um wenigstens einen kleinen Teil der praktischen Zusammenarbeit auf sozialem, bildungspolitischem und kulturellem Gebiet fortführen zu können, schlossen sich mehrere westeuropäische Verbände 1982 erneut zu einem lockeren Netzwerk zusammen, aus dem später die heutige European Students’ Union (ESU) hervorging.
Die IUS ihrerseits öffnete sich nach dem Ende des Kalten Krieges für die westlichen Verbände, schloss die kommunistischen Staatsverbände bis auf wenige Ausnahmen (Nordkorea, Vietnam, Kuba) aus und führte strukturelle Reformen durch. Dennoch geriet die Organisation in der Folgezeit in eine schwere finanzielle und personelle Krise, die bis heute anhält. Die IUS war lange Zeit hoch verschuldet (ca. 1 Mio. USD), vor allem aufgrund des Wegbrechens der Finanzierung durch die ihrerseits oft staatlich unterstützten osteuropäischen Mitglieder, über die International Student Travel Confederation (ISTC) und den Verkauf der internationalen Studentenausweise (ISIC). Hinzu kamen Probleme mit der tschechischen Regierung aufgrund der Einordnung als (post-)kommunistische Organisation.
Nach einer kurzen Phase der Wiederbelebung 2000–2003 mit Tätigkeit vor allem im Rahmen der UNO und in Bezug auf die regionalen Verbände (u. a. ESIB, heute ESU), in der 2000 in Libyen (durch finanzielle Unterstützung des libyschen Studierendenverbandes) und 2003 in Montreal Treffen stattfanden, behinderten die strukturellen Probleme sehr bald wieder eine effektive Arbeit. In dieser Zeit übernahm die bundesweite deutsche Studierendenvertretung fzs die Rolle eines Regionalkoordinators in Europa. Eine in dieser Zeit angestoßene Satzungsdebatte und daran anschließende diskutierte Strukturveränderungen blieben letztlich ohne Erfolg, da die für Änderungen nötigen Quoren nicht erreicht werden konnten.
Die IUS ist seit Jahren nicht mehr in der Lage, regelmäßige Kongresse und dergleichen durchzuführen oder dauerhaft Vertretungsarbeit zu leisten. Versuche, die Arbeit durch eine engere Kooperation mit regionalen Organisationen wie der ESU zu intensivieren, sind bislang gescheitert. Die letzte auch medial wahrgenommene Aktion der IUS war der Aufruf zu weltweiten Protesten gegen die Einbeziehung der tertiären Ebene des Bildungssektors in das GATS-Handelsabkommen der WTO.
Nach Angaben aus dem Jahr 2016 ist der fzs nicht mehr Mitglied der IUS, da er dessen Zusammenarbeit mit der nordkoreanischen Studierendenvertretung ablehnt, aktuelle eigene Angaben sind jedoch dazu widersprüchlich aber wegen des faktischen Untergangs der IUS ohne praktische Bedeutung.